# Abdulhamid al-Bakkusch
ʿAbd al-Hamīd al-Bakkūsh (Tagiura, 10 agosto 1933 – Abu Dhabi, 2 maggio 2007) è stato un politico libico, Primo ministro della Libia dall'ottobre 1967 al settembre 1968.
È morto il 2 maggio 2007 in un incidente aereo avvenuto nei pressi di Abu Dhabi, negli Emirati Arabi Uniti, durante un viaggio diplomatico. Con lui sono morti anche parte dello staff governativo e i suoi consiglieri.